# Nesticus archeri
Nesticus archeri är en spindelart som beskrevs av Willis J. Gertsch 1984. Nesticus archeri ingår i släktet Nesticus och familjen grottspindlar. Inga underarter finns listade i Catalogue of Life.